# 陸榦
陸榦（1481年—？年），字良輔，浙江绍兴府餘姚縣人，民籍。

## 生平
治《礼记》，由國子生中式丁卯科（1507年）浙江鄉試第五名舉人，年四十三歲中式嘉靖二年（1523年）癸未科會試第一百三十九名，第二甲第九十四名進士。

## 家族
曾祖陸可恒。祖父陸友智，封監察御史。父陸淵，布政司左参政，進階大中大夫。母應氏，封淑人。永感下。兄陸相，长沙知府；陸棟，河间知府；陸松；弟陸槃，聽選官；陸槩。